# 2014年9月香港

## 9月3日
- 港鐵觀塘綫在早上繁忙時間服務嚴重受阻，早上6時45分港鐵控制中心發現鑽石山站至黃大仙站出現訊號不穩定，隨後發現接近鑽石山站的管道內有路軌出現垂直裂縫，維修人員以鐵鉗夾住損毀裂縫繼續行車，列車需改為人手操作慢駛，港鐵聲稱由鑽石山至黃大仙的行車時間增加5分鐘，但整條觀塘綫行車時間至少增加20分鐘，事發時正值上班高峯時段，約16萬市民受到影響。觀塘綫沿線各站的月台擠滿乘客，部分車站包括觀塘站、太子站及鑽石山站一度要關閉入閘機控制人流，有乘客因人多焗促而感到不適。直至9時許全線服務回復正常，服務受阻逾兩小時。[1]
- 早晨10時許，天水圍天耀邨耀逸樓24樓單位閉門失火，由火勢猛烈，火舌更波及樓上及樓下單位，消防出動2喉3煙帽隊，經2小時灌救後將火救熄，逾300街坊一度疏散暫避。火警中3個單位嚴重焚毀，上下3個樓層走廊及大廈外牆亦嚴重熏黑。而24樓首先起火的單位內更加是滿目瘡痍，全屋物品包括傢具以及房間間隔燒成黑炭，大門亦燒剩半截，惟放於近門位置神樓上的一尊笑佛，則完好無缺，仍然潔白亮麗。[2]

## 9月5日
- 內地活家禽供應暫停七個月後正式恢復供港，首批約6800隻進口活雞運抵長沙灣臨時家禽批發市場，食物及衞生局發言人稱所有活禽在內地已通過禽流感基因檢測和血清學測試，並獲得內地相關檢驗檢疫部門發出衞生證明。[3]

## 9月8日
- 保普選反佔中大聯盟發起反罷課行動，設立熱線呼籲市民舉報鼓勵學生罷課及佔中的學校。大聯盟成員周融在記者會上稱，若熱線接獲兩個或以上的獨立舉報，會把學生資料轉交所屬學校、家教會及教育局，並考慮公佈所屬學校名稱[4]。及後大聯盟聲稱不斷有人致電熱線騷擾，聲稱會報警處理，但有律師指出熱線公開予公眾撥打，不同的人致電達反對意見的行為難以構成滋擾。[5]
- 亞洲電視取得首屆香港超級足球聯賽的獨家播映權，香港足球總會聯同九間球會代表經討論及投票表決後達成共識，足總及球會合共向亞視支付約300萬元，亞視承諾播放最少20場賽事每隊最少直播一場，亦可按球會要求額外收費增加直播場次；賽事主要安排在本港台及國際台播映，亦會在網上直播，其餘賽事亦會錄播，也會製作本地足球節目，亦會與球會「五五對分」直播賽事的廣告收益。[6]

## 9月9日
- 佔領中環行動發起剃頭行動，不滿全國人大常委會就本港政改落閘，認為香港已沒有機會有真普選，剃頭是代表「退無可退」。佔中三子戴耀廷、陳健民、朱耀明、民主黨前主席楊森、立法會議員胡志偉、插畫家尊子、公民黨陳淑莊，以及40名中學生參與是次剃頭行動。[7]
- 港九拯溺員工會再發動救生員罷工行動，聲稱有逾千人參加。多個泳灘及泳池服務受影響。康文署宣布因當值救生員不足，十三個泳灘要懸掛紅旗，呼籲泳客切勿下水，九個泳池要全面關閉[8]。三百多名罷工的救生員齊集在尖東碼頭，部份人在維港游泳抗議，要求政府將救生員脫離技工職系，解決人手不足問題，立法會議員李卓人及梁國雄亦有下水支持行動。他們用了約一小時游到終點香港文化中心，其後再遊行到九龍公園集會。[9]

## 9月10日
- 港鐵就市值200多億的大圍站上蓋發展項目招收發展意向書，並於9月15日截止。[10]

## 9月11日
晚上約9時09分，沙田、大圍及馬鞍山多幢大廈發生電力故障，名城、雲疊花園、沙田中心、富豪花園、欣廷軒及美田邨等多個屋苑發生大停電，部份大廈整棟「熄燈」，消防處於1小時內在沙田、馬鞍山、大圍等地區接獲至少20多宗困升降機事故，無人受傷。

## 9月12日
地溝油風波揭發香港產工業用豬油疑扮食用油，警方重案組接手調查，凌晨開始先後在元朗、大角嘴、荃灣、大埔及屯門等5區展開大搜捕，調查豬油廠、公證行及貿易公司，帶走油樣本、電腦及多箱文件，暫拘捕3人，包括涉嫌擅改交易文件的貿易公司金寶運董事、涉協助修改文件的「英匯公証行」負責人及秘書，涉嫌串謀詐騙及行使假文件。

## 9月13日
香港史上最高獎金的六合彩攪珠，頭獎高達1.5億元。市民為了中頭獎，不少馬會投注站擠滿人龍，馬會為應付人流，甚至要加開櫃位應付。

## 9月15日
- 北區醫院中午發生槍擊案，疑犯在上水一間餐廳割傷手腕，由警員押送往醫院急症室治療時，企圖搶走一名34歲警員的左輪佩槍，糾纏期間，警槍連開六槍，射向急症室牆壁，這名軍裝警員右前臂中槍，疑犯其後被制服。醫管局表示，事件中有兩名警員和一名病人服務助理受傷，治理後已出院，局方將全面配合警方調查，並已派出臨床心理學家和心理輔導員，為受傷的醫護人員提供危機處理服務及心理輔導。[14]
- 颱風海鷗襲港，天文台在下午12時40分發出三號強風信號，隨後在晚上10時半發出八號東南烈風或暴風信號，生效共12小時10分，是自1985年颱風哈爾懸掛八號風球達15小時45分鐘後，至今另一最長烈風警告記錄[15]，亦是自1960年有記錄至今距離香港最遠而需發出的八號信號（距港370公里）[15]，同時天文台也罕有地在風暴距港800公里警戒範圍外便發出一號戒備信號（當時距港850公里），成為歷來第二遠的一號信號（歷來最遠為1987年超強颱風林茵的距港880公里）[15]。颱風導致29人受傷[15]，襲港期間當局一共收到128宗塌樹報告，杏花邨及鯉魚門更出現海水倒灌[16]，東鐵線太和站路軌旁有大樹倒塌危險，列車服務一度受阻。[17]

## 9月16日
電視廣播有限公司宣布裁減約五十個職位，主要來自非戲劇製作分部、節目發展分部、製作統籌部及品牌傳播科，集團總經理李寶安下午發信息給員工表示，本港零售業銷售額下跌影響廣告收入增長，收費電視業務受盜版行為影響，而未來新免費電視持牌人的加入亦加劇競爭，令成本上升，因此有需要提升效率，重整運作模式及節目資源。

## 9月17日
政府公布鐵路發展策略藍圖，建議未來興建7條新鐵路，包括首次提出的東九龍線，由現時鑽石山站經彩雲、順天、秀茂坪、寶達4個新站，最後接駁寶琳站，同時亦提議興建南港島綫西段、北港島線、北環線及東涌西站，又建議在西鐵線增加洪水橋站，並且向南延伸至屯門碼頭，合共造價估計高達1100億。至於小西灣支線、港深機場鐵路以及屯門至荃灣鐵路，政府因經濟效益及技術問題而剔出藍圖之內。

## 9月18日
康文署拒絕民陣申請維園中央草坪作十一遊行起點，署方聲稱已有團體獲批在維園六個足球場舉行大型活動，加上民陣申請集會人數遠超中央草坪可容納人數，所以拒絕申請。民陣召集人楊政賢質疑康文署拒讓民陣與其他團體共用維園有政治考慮 的因素。康文署反建議民陣改於10月2日舉行集會。民陣指會集中10月1日行動，會啟動應變方案。

## 9月19日
蘋果公司新款智能手機iPhone 6發售，成功預訂的買家可取機。香港三間蘋果零售店都出現排隊購機的人潮，又一城以及銅鑼灣店外有賣家即場收購炒賣，8千多元的金色型號轉手賺超過一倍，亦有內地人專程來港收購。

## 9月20日
第108期六合彩攪珠發生罕見意外，49個號碼球無法掉進攪珠機內進行攪珠，主持人不斷重申攪珠機發生故障，工作人員趕急搬出後備攪珠機，經兩位監場嘉賓檢查後重新攪珠，事件擾攘約10分鐘。馬會表示事件對攪珠結果沒有造成任何影響，又形容事故罕見。

## 9月22日

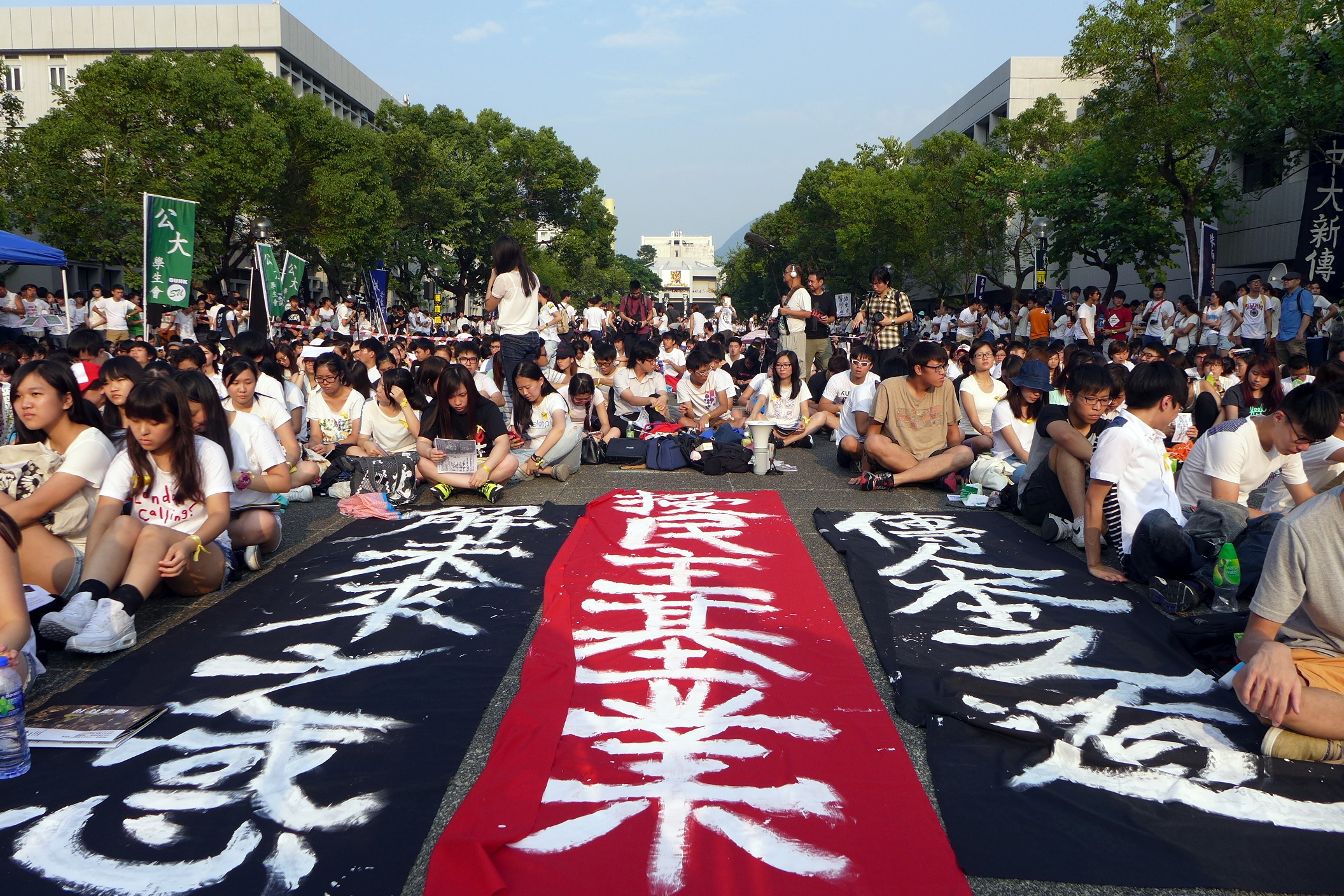
9月22日有13,000人齊集中大百萬大道，出席大專罷課啟動集會，被視為是香港史上最大規模的大專學生罷課

- 早上11時許，一名年約19歲男學生持開山刀和生果刀闖入位於荃灣的有線電視大樓，因疑不滿終止有線寬頻服務後仍被追收600元欠款，聲稱要找有線電視主席吳天海，保安拒絕他進入，該男子斬傷保安員的手和頭部，再闖入大廈二、三樓梯間；另外兩人嘗試制服兇徒時亦受輕傷。男學生用刀指胸與警對峙，約半小時後被警方勸服棄械投降，並將疑犯拘捕，由救護車送院。有線電視就發表聲明，事件深表震驚。聲明說，由於警方仍在調查案件，不便猜測事件原因。公司會就事件，檢討及加強保安。[26]
- 學聯啟動大專罷課集會，首天於香港中文大學百萬大道舉行。學聯秘書長周永康在集會上宣讀罷課誓言，舉出近年香港社會重要事件，包括港鐵加價、新界東北發展、香港電視申請免牌電視牌照被否決、新聞自由被蔑視、劉進圖被血斬六刀等，他指一旦人大常委提出的政改方案獲通過，港府繼續聽命於中央及財閥，這些事情只會繼續發生，故此，學生退無可退，必須守護香港。學聯宣布，截至下午4時，已有25間大專院校，13,000人齊集中大百萬大道，出席大專罷課啟動集會，超越2012年的反國教科8000人集會規模。[27]

## 9月23日
為期一周的學界罷課，移師金鐘添馬公園舉行，學聯早上會圍堵特首辦，要求特首梁振英當面回應學界訴求。學聯表明，若政府沒有回應，就會將行動升級。大學學者關信基、黃偉國、周保松等則在早上10時開始，輪流在添馬公園舉行「公民講堂」學生。

## 9月25日
- 學聯晚上九時發動未經申請的遊行 ，由添馬公園前往禮賓府示威，不斷有市民沿途加入，合共約4,000名學生及市民包圍禮賓府「緝拿」梁振英。警方拒讓學聯到禮賓府正門示威，示威耆不滿梁振英拒絕與學生直接對話，約千人決定通宵留守上亞厘畢道，呼籲市民早上到場聲援。[28]
- 沙田崇真中學一名中六學生早上在大圍站外宣傳罷課時被襲擊，打崩一隻門牙，需要送院治理，該名學生當時正在站外開設街站，用擴音器宣傳罷課，一名約六十歲的男子突然上前施襲。警方暫時列作普通襲擊案處理，暫時未拘捕任何人。[29]

## 9月26日
- 學民思潮發起中學生罷課一天，在政府總部對開的添美道集會，抗議人大常委會就普選設限。學民思潮表示有三千人參與，其中一半人身穿校服，亦有家長陪同子女一同罷課。參與集會的學生坐滿政總對開一段行人路。下午放學後陸續有更多學生參與集會，人群坐到中信大廈對出的行人路。[30]

## 9月27日
- 凌晨約12時45分，大批警員包圍位處公民廣場中央位置的約100多名示威者，並開始清場。警方先容許示威者提供身分證資料後自行離去，並陸續抬走拒絕離開的示威者。[31]
凌晨1時20分，警方在沒有衝擊下向示威者施放胡椒噴霧，被射中者包括中學生。其後廣場被包圍現場有女士需要上廁所，但警方拒絕放行。而學民代表要求換女警察亦被拒。[32]
下午1時30分，警方在政府總部東翼前地採取清場行動，共拘捕61人，包括48男13女，年齡介乎17至58歲，他們干犯的罪行包括強行進入政府建築物及非法集結，其中一名27歲被捕男子亦涉嫌藏有攻擊性武器。所有被捕人士被扣留在黃竹坑警察學院[33]。警方重申在添美道政府總部附近的集會是非法集會，並勸喻市民尤其是學生及未成年人士切勿參加非法集會。[34]公民黨黨魁梁家傑下午在政總外的台上宣讀泛民聲明，批評警方昨晚使用不必要的過份武力對付學生和市民，促請政府釋放所有學生[35]。基本法委員會副主任梁愛詩不認為警方使用過度武力對待示威者，又表示學生未能與行政長官梁振英對話並非衝擊的理由。[36]
晚上7時30分，帶長盾牌的防暴警察在中信大廈外用鐵馬推開市民，同時封鎖中信大廈出口及統一中心天橋，天橋上市民站在防暴警一字排開前舉起雙手，警方迅速拘捕[37]。大會指警方已向添美道集人發出不反對通知書，時限至晚上11時，質疑警方違反協議。[38]
晚上9時48分，添美道面對警方舉紅牌警告，市民高呼開路，同時仍有大批市民源源不絕到達政府總部，市民沿海富中心天橋前往政總，在下橋電梯與警方對峙，要求警察開路。警方重新佈防，現場極度混亂，添美道、演藝道、海富中心天橋等多處均起衝突。
晚上10時20分，在演藝道馬路，市民呼籲群眾坐下，阻止重開行車線及警車駛入。但警車強行駛入，群眾衝到車頭前阻止，警方築成人鍊讓警車通過，場面一度混亂。警方更舉起黃旗，市民雙手舉起，雙方對峙。
晚上11時58分，黃之鋒、周永康、岑敖暉三人未獲釋，警方已搜查黃之鋒住宅帶走其電腦，亦將搜查周永康、岑敖暉二人住宅。[39]

## 9月28日
- 凌晨一點半，身處政府總部對出添美道的佔中運動發起人之一戴耀廷宣佈即時啟動「佔領中環」，並以集會人士聚集的政府總部開始佔領，標誌着這個宣傳長達一年零八個月的運動正式揭開序幕。佔中兩點訴求包括立即撤回8月31日人大常委會就香港政改的決定及馬上重新啟動政改諮詢。[40]原本在場參加集會的市民，對戴耀廷宣佈啟動佔中運動，有不同看法。贊成者指既然已有這麼多人齊集，發動佔中是好時機。但亦有人認為，學生本來是罷課，但集會變調，感覺被騎劫。[41]